# Jordi V d'Imerècia
Jordi V Gotcha era fill de Bagrat Gotchashvili (els Gotchashvili eren una branca secundària dels Bagrationi fundada per Constantí Gotcha, besnet del príncep Alexandre, un dels fills, el cinquè, de Constantí II de Geòrgia. Va ser proclamat rei d'Imerècia el 1696. El 1698 va ser deposat pel duc de Ratxa i Artxil d'Imerècia.